# St. Vigil (Altenburg)

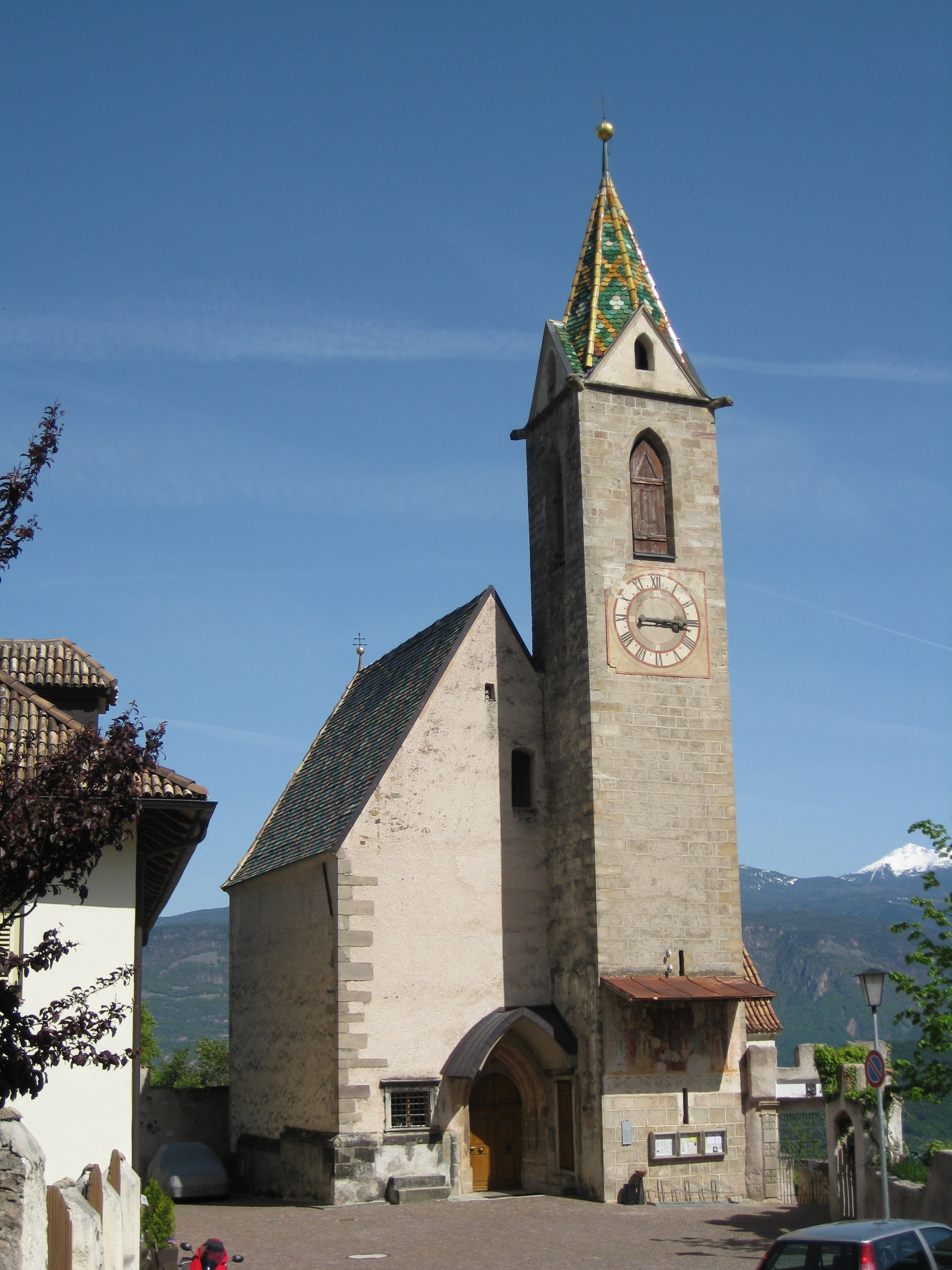
St. Vigil in Altenburg

Die römisch-katholische Kirche St. Vigil in Altenburg bei Kaltern in Südtirol (Italien) ist ein spätgotisches Bauwerk. Die dem Heiligen Vigilius von Trient geweihte Kuratiekirche der Pfarrei Maria Himmelfahrt in Kaltern steht auf einer Porphyrkuppe, auf der einst auch eine heute verschwundene Burganlage bestand.

## Geschichte
Die Kirche wird bereits im sog. Vigiliusbrief, einer urkundlichen Aufzeichnung aus der Mitte des 9. Jahrhunderts, die nur in einer Überarbeitung aus der 1. Hälfte des 11. Jahrhunderts überliefert ist, als „ecclesia sancti Uigilii de Castello“ genannt und als Filialkirche der Pfarre Kaltern samt ihrer Ausstattung an Gütern und Reliquien durch die Bischöfe von Trient detailliert beschrieben. Später ist ein Kirchenbau für 1288, 1326 und 1390 belegt. 1332 erscheint ein eigener Mönch namens Ullin als Kirchenverwalter. Die heutige Kirche wurde im spätgotischen Stil 1491–97 errichtet und 1510 geweiht. 
An der nördlichen Außenseite hat sich in Resten ein großes Christophorus-Außenfresko von 1360/80 erhalten. Ein in der ersten Hälfte des 15. Jahrhunderts an der Westseite entstandenes, durch unsachgemäßes Restaurieren verdorbenes Außenfresko zeigt eine sogenannte Kümmernis-Darstellung: Neben einem Kreuz mit Christusfigur, die an das Volto Santo von Lucca erinnert, sind je zwei heilige Frauen und Männer zu sehen, darunter sicher der Abt Antonius und wohl die Märtyrerin Barbara. Ein Medaillonfries mit den Vierzehn Nothelfern ist zur Gänze verblasst.

## Ausstattung

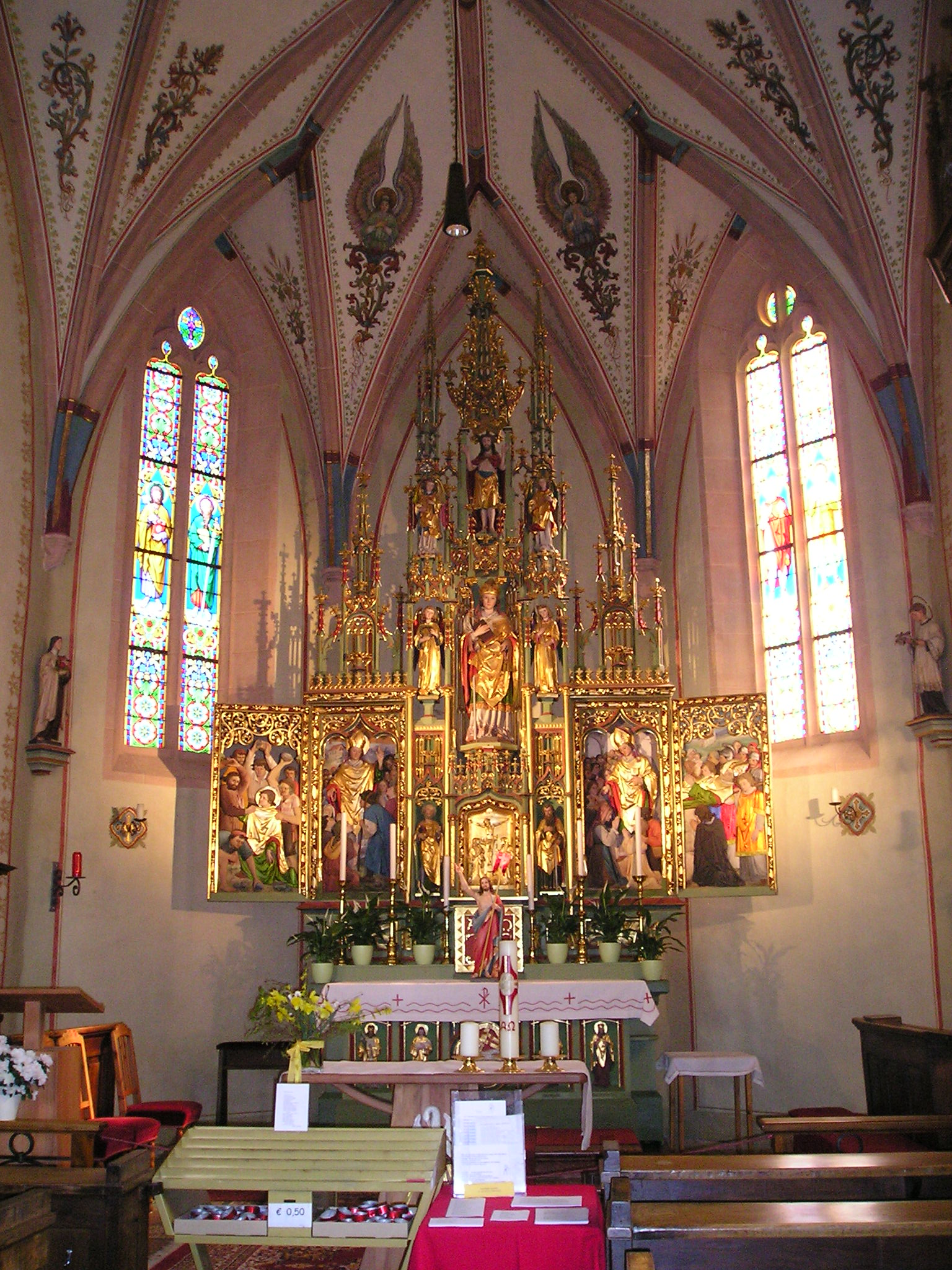
Der Hochaltar von St. Vigil in Altenburg

Die Ausstattung besticht durch ihren geschnitzten, in Gold und Farbe gefassten neugotischen Flügelaltar von 1912 mit Statuen und vier Reliefs, 7 m hoch, ein Gemeinschaftswerk von Stanis Gruber († 1933) aus Eppan, von dem der Entwurf stammt, und dem Grödner Schnitzer Jakob Mussner. Dargestellt ist das Leben und Sterben des Kirchenpatrons, des Diözesanheiligen von Trient. Vom ursprünglichen barocken Hochaltar hat sich das Altarbild erhalten, 1816 oder 1818 in Öl von Josef Arnold dem Älteren gemalt und ebenfalls den Kirchenpatron zeigend. Die Glasmalereien stammen aus dem 19. Jahrhundert und zeigen die heiligen „Brüder“ des Vigilius, nämlich Claudian und Magorian, sowie die Apostelfürsten Petrus und Paulus. 
Der im Westen stehende Kirchturm aus dem 14. Jahrhundert und das Kirchendach sind mit farbig glasierten, in Rautenmustern verlegten Biberschwänzen gedeckt. 
Das Kirchlein ist eine beliebte Hochzeitskirche. Nach einem Diebstahl ist das Sakralgebäude heute alarmgesichert und wieder für Besucher geöffnet.